# Varois-et-Chaignot
 Varois-et-Chaignot  es una población y comuna francesa, en la región de Borgoña, departamento de Côte-d'Or, en el distrito de Dijon y cantón de Dijon-1.

## Demografía
| 320 | 390 | 1036 | 1369 | 1717 | 1960 |
| Para los censos de 1962 a 1999 la población legal corresponde a la población sin duplicidades (Fuente: INSEE [Consultar]) |     |      |      |      |      |